# Saljut 6
Saljut 6 byla sovětská kosmická orbitální stanice, která nad Zemí létala v letech 1977 až 1982. Kosmická stanice byla překonstruována a byla vybavena dvěma spojovacími uzly, což umožňovalo, aby na stanici byly současně dvě lodí Sojuz s posádkou nebo zásobování nákladními loděmi typu Progress. Po dvou měsících letu byla značně zvýšena její oběžná dráha. Během její existence se k ní připojilo 31 kosmických lodí.

## Start
Další ze sovětských orbitálních stanic byla vypuštěna z kosmodromu Bajkonur 29. září 1977. Označení dle katalogu COSPAR měla 1977-097A.

## Části stanice
- Přechodový úsek – měl průměru 2 m a délku 3 m včetně stykovacího uzlu pro připojení Sojuzu sloužil k uskutečnění vědeckých experimentů a přestup do transportní lodi. Mohl být hermeticky uzavřený od ostatních částí stanice.
- Pracovní úsek – měl průměr 4,15 m a délku 9,1 m. Úsek byl určen k provádění vědeckotechnických pozorování a experimentů, jako jídelna, ložnice i tělocvična. Uvnitř úseku byly základní přístroje a agregáty systémů řízení stanice, zabezpečení životních podmínek, termoregulace, elektrického napájení, rádiového spojení a různé přístroje pro vědecká pozorování a experimenty. V této části se nacházelo hlavní řídící středisko, v přední části hlavní palubní deska. Na většině povrchu části pracovního úseku byly nainstalovány systémy termoregulace. Dále pak optická aparatura a čidla systému orientace a navigace, tři solární panely.
- Přístrojový úsek – byly zde umístěny nádrže pitné vody, korekční motorky s nádržemi kapalných pohonných látek, systémy orientace a stabilizace včetně základních a záložních motorů o nízkém tahu a množství dalších systémů stanice.
- Přechodová komora – měla průměr 2 m a délku 1,6 m. Na druhé straně úseku byl druhý spojovací uzel, který umožňoval zásobování další kosmické lodi. Bylo zde instalováno spojovací potrubí pro přečerpávání paliva a pitné vody. Stejně jako přechodový úsek mohla být tato část hermeticky uzavřena od ostatních částí stanice.

## Lety ke stanici
Ke stanici letělo 31 kosmických lodí, z toho 14 typu Sojuz, 4 typu Sojuz T, 12 zásobovacích lodí typu Progress a jeden prototyp velkého modulu Kosmos 1267. Na stanici se vystřídalo celkem 27 kosmonautů, z toho 6 zde bylo dvakrát. Přiletěli postupně v 18 kosmických lodích.
Více byl využíván zadní spojovací uzel (23×), než přední (12×).

### Základní posádky
Na stanici se vystřídalo pět stálých posádek.
- Jurij Romaněnko a Georgij Grečko přilétli jako první posádka v Sojuzu 26 dne 10. prosince 1977 a zůstali na stanici 96 dní.
- 15. června 1978 na Sojuzu 29 je vystřídali Vladimir Kovaljonok a Alexandr Ivančenkov. Na palubě stanice zůstali 140 dní.
- Vladimir Ljachov a Valerij Rjumin přilétli Sojuzem 32 na stanici 25. února 1979 a zůstali zde 175 dní.
- 9. dubna 1980 přistál u stanice Leonid Popov a Valerij Rjumin v Sojuzu 35. Loď s posádkou zůstala u stanice 185 dní.
- Poslední trvalá posádka na stanici Vladimir Kovaljonok a Viktor Savinych přilétla 12. března 1981 na lodi Sojuz T-4 a zůstala na stanici 75 dní.

### Návštěvníci
V této době se ke stanici připojilo také deset návštěvních pilotovaných misí, převážně mezinárodních z programu Interkosmos.
- Sojuz 27, Vladimir Džanibekov, Oleg Makarov
- Sojuz 28, Alexej Gubarev, československý kosmonaut Vladimír Remek
- Sojuz 30, Pjotr Klimuk, polský kosmonaut Mirosław Hermaszewski
- Sojuz 31, Valerij Bykovskij, z NDR Sigmund Jähn
- Sojuz 36, Valerij Kubasov, Maďar Bertalan Farkas
- Sojuz T-2, Jurij Malyšev, Vladimir Aksjonov
- Sojuz 37, Viktor Gorbatko, z Vietnamu Pham Tuan
- Sojuz 38, Jurij Romaněnko, z Kuby Arnaldo Tamayo Mendez
- Sojuz 39, Vladimir Džanibekov, Mongol Džugderdemidin Gurragčá
- Sojuz 40, Leonid Popov, Rumun Dumitru Prunariu

### Opraváři
- 27. listopadu 1980 byl ke stanici vyslán Sojuz T-3 na opravnou výpravu. Leonid Kizim, Oleg Makarov a Gennadij Strekalov pracovali na stanici Saljut 6 dvanáct dní.

### Ostatní lodě
Ke stanici se připojilo dvanáct nákladních lodí Progress, bezpilotní Sojuz 34 a experimentální bezpilotní loď Kosmos 1267 původně navržená pro projekt Almaz.

#### Seznam zásobovacích lodí Progress
Číslo lodě, v závorce datum připojení a odpojení, nakonec označení dle COSPARu
- Progress 1 (22. 1. 1978 – 6. 2. 1978), 1978-008A
- Progress 2 (9. 7. 1978 – 7. 8. 1978), 1978-076A
- Progress 3 (10. 8. 1978 – 21. 8. 1978), 1978-077A
- Progress 4 (9. 10. 1978 – 24. 10. 1978), 1978-090A
- Progress 5 (14. 3. 1979 – 3. 4. 1978), 1979–022A
- Progress 6 (15. 5. 1979 – 8. 6. 1979), 1979-039A
- Progress 7 (30. 6. 1979 – 18. 7. 1979), 1979-059A
- Progress 8 (29. 3. 1980 – 25. 4. 1980), 1980-024A
- Progress 9 (29. 4. 1980 – 20. 5. 1980), 1980-033A
- Progress 10 (1. 7. 1980 – 17. 7. 1980), 1980–055A
- Progress 11 (30. 9. 1980 – 9. 12. 1980), 1980-079A
- Progress 12 (26. 1. 1981 – 19. 3. 1981), 1981-007A

### Neúspěšné mise
Dvěma pilotovaným lodím Sojuz 25 a Sojuz 33 se nepodařilo spojení se stanicí a musely se předčasně vrátit.

### Zánik
Stanice přesáhla několikanásobně plánovanou životnost a 29. července roku 1982 shořela v atmosféře po 1 764 dnech letu. Spolu se stanicí zanikl připojený Kosmos 1267.